# Punta della Vedretta
La Punta della Vedretta (in tedesco Im Hintern Eis) - 3 269 m s.l.m. è un montagna delle Alpi Venoste, situata nella provincia autonoma di Bolzano e precisamente in val Senales, al confine con l'Austria.  
Secondo la suddivisione didattica tradizionale della catena alpina, fa parte delle Alpi Atesine. Secondo la Partizione delle Alpi, invece, si trova nelle Alpi Retiche, mentre secondo la SOIUSA fa parte della sezione delle Alpi Retiche orientali. 
Insieme alla Cima della Sorgente di Dentro (3514 m s.l.m.), alla Cresta del Diavolo (3227 m s.l.m.) e all'Egg (3219 m s.l.m.) costituisce il versante settentrionale che racchiude il ghiacciaio Hintereisferner.